# Последний день зимы
«Последний день зимы» — фильм, «производственная» драма режиссёра Владимира Григорьева. Снят на киностудии Ленфильм в 1974 году. Премьера состоялась в марте 1975 года.

## Сюжет
Крупную стройку в Сибири постоянно сопровождают производственные проблемы: заказчик срывает финансирование, поставщики доставляют некачественные панели и блоки, уже сданные цеха не соответствуют размещаемому оборудованию. Столичный чиновник торопит с выполнением плановых сроков сдачи и откровенно призывает к подтасовке отчётности. Противостоят проблемам директор строительства товарищ Илгунас и бригадир Николай Иванович Коротких. В течение одного сложного дня Николай Иванович успевает получить награду — звезду Героя Социалистического Труда, отвезти невестку в роддом, поссориться с одним другом, помочь другому. Уже вечером Николай Иванович обращается к зрителям и произносит монолог, в котором благодарит за награду и призывает продолжать труд — в стране ещё столько не сделано.

## В ролях
- Лев Дуров — Коротких
- Лаймонас Норейка — Илгунас, директор строительства
- Ефим Копелян — Маврин
- Евгений Лебедев — Коротких
- Юрий Горобец
- Анатолий Солоницын — Соловцов
- Иван Краско
- Любовь Малиновская
- Леонид Неведомский — Корзунов
- Тамара Абросимова
- Александр Демьяненко
- Андрей Сорокин
- Григорий Лямпе — репортёр
- Николай Кузьмин — член комиссии
- Гелий Сысоев
- Любовь Тищенко — эпизод
- Михаил Васильев — эпизод
- Николай Годовиков
- Анатолий Пустохин — эпизод

## Критика
Фильм широко обсуждался в советских СМИ, при этом негативные отзывы преобладали. Журнал «Нева» (№ 4, 1976 год) называет фильм неудачным, подчёркивая, что даже такой «мастер тонкого психологического анализа» как Ефим Копелян не сумел повлиять на результат художественной работы, а образ главного героя в исполнении Льва Дурова слишком неподвижен и статичен. Журнал «Советский экран» прямо обвиняет фильм в очерковости фона, ненужной плакатности, откровенных постановочных небрежностях:

Незамаскированный парик, натужная актёрская жестикуляция. Шитый павильонный задник за мокрыми ёлочками и палатками… Это первое, что бросается в глаза, когда смотришь «Последний день зимы», поставленный на «Ленфильме» режиссёром В. Григорьевым по собственному сценарию. Первое, но, пожалуй, но самое главное. <…> Даже замечательное мастерство Л. Дурова, знаменитые его мягкие интонации не спасают — ловишь себя на мысли, что всё это видено, и видено не раз.
Киновед Сергей Кудрявцев, сравнивая эту работу Льва Дурова с некоторыми предыдущими, предположил, что у актёра складывается неудачная тенденция к созданию галереи персонажей «добрых серьёзных людей».
Журнал «Звезда», напротив, считает фильм большим художественным событием:

Умён и точен в выборе художественных средств безвременно ушедший от нас выдающийся актёр Е. Копелян, а главный герой — бригадир строителей Николай Коротких в исполнении Л. Дурова очень искренен.